# Bohuš Kianička
Bohuš Kianička (12. září 1875 Turčianský Svätý Martin – 29. května 1938 Turčianský Svätý Martin) byl slovenský a československý politik, meziválečný senátor Národního shromáždění ČSR za Československou živnostensko-obchodnickou stranu středostavovskou.

## Biografie
V Banské Bystrici se vyučil řezníkem a uzenářem. Pobýval v Budapešti, Praze a Turčianském Svätém Martinovi. Politicky se angažoval. Byl členem četných stavovských a družstevních spolků. Byl rovněž odpovědným redaktorem listů Slovenský remeselník (1927-1929) a Hlásnik. Vedl organizaci živnostenské strany na Slovensku. Zemským předsedou strany byl až do své smrti. Profesí byl uzenářem v Turčianském Svätém Martinu.
V parlamentních volbách v roce 1925 získal za živnostenskou stranu senátorské křeslo v Národním shromáždění. Mandát obhájil v parlamentních volbách v roce 1929 a parlamentních volbách v roce 1935. V senátu setrval do své smrti roku 1938. Pak ho nahradil Juraj Vyskočil.
Zemřel v květnu 1938. Pohřben byl 1. června v Turčianském Sv. Martinu.